# One Little Independent Records
La One Little Independent Records è un'etichetta discografica indipendente britannica, con sede a Londra, fondata nel 1985.

## Storia
Il titolo originale dell'etichetta discografica era "One Little Indian Records", poi cambiato nel 2020 a "One Little Independent Records" poiché, secondo il manager Derek Birkett, il nome e il logo avrebbero contribuito al razzismo.
La One Little Independent Records è nata per iniziativa dei membri di alcuni gruppi anarcho punk sulle ceneri dell'etichetta punk Spiderleg Records. I primi successi vennero nel 1986 con il duo A.R. Kane e i Flux of Pink Indians. Altri gruppi, in seguito, pubblicarono dischi con la One Little Indian: Kitchens of Distinction, The Sugarcubes, Sneaker Pimps, The Shamen, Skunk Anansie, Björk, Chumbawamba e Alabama 3.
Nel 2009, dopo 45 anni, Paul McCartney ha chiuso il rapporto con la EMI, trasferendo tutti i diritti sulle sue produzioni da solista alla One Little Independent. L'etichetta cura, inoltre, la distribuzione di album di artisti di altri paesi, come, ad esempio, gli italiani Afterhours.

## Artisti (parziale)
- Alabama 3
- A.R. Kane
- Björk
- Chumbawamba
- Flux of Pink Indians
- Kitchens of Distinction
- The Shamen
- Sleeping Dogs Wake
- Sneaker Pimps
- The Sugarcubes
- Skunk Anansie